# Engraulis

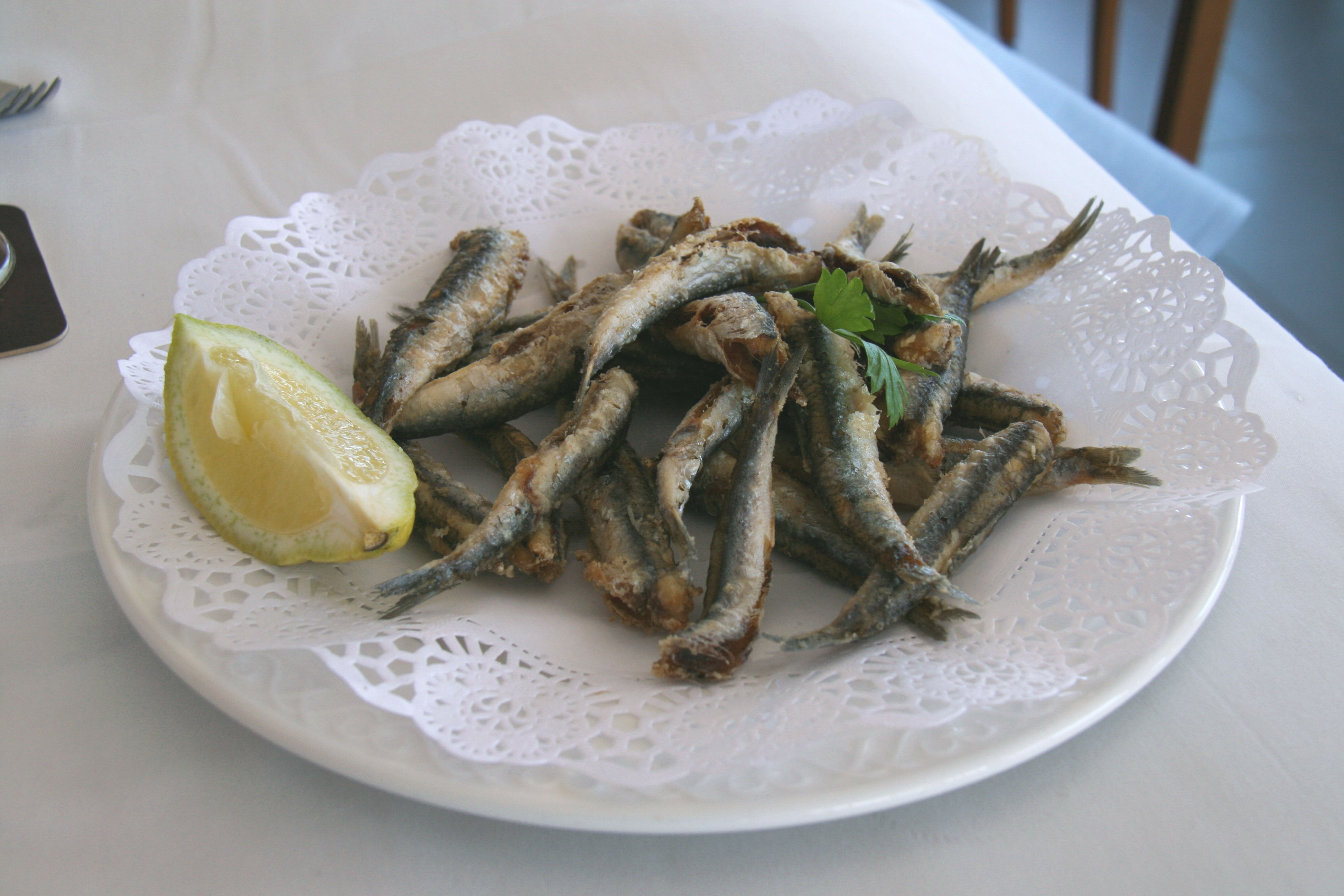
Plat de seitons fregits

Engraulis és un gènere de peixos teleostis que pertany a la família Engraulidae.
Aquesta família inclou diverses espècies d'aladrocs, seitons o anxoves.

## Taxonomia
- Engraulis anchoita Hubbs & Marini, 1935
- Engraulis australis (White, 1790)
- Engraulis encrasicolus (Linnaeus, 1758)
- Engraulis eurystole (Swain & Meek, 1885)
- Engraulis japonicus Temminck i Schlegel, 1846
- Engraulis mordax Girard, 1854
- Engraulis ringens Jenyns, 1842